# Avalon – Spiel um dein Leben
Avalon – Spiel um dein Leben (Originaltitel: Avalon, jap. アヴァロン, Avaron) ist ein japanisch-polnischer Science-Fiction-Film aus dem Jahr 2001. Regie führte Mamoru Oshii, der vor allem durch Anime-Filme wie Ghost in the Shell bekannt geworden ist. Der Film wurde von einer polnischen und einer japanischen Filmgesellschaft koproduziert, die Darsteller sind polnischer Herkunft und es wurde auf Polnisch gefilmt. Die Produktionskosten betrugen ungefähr acht Millionen Euro.
Avalon ist ein illegales Computerspiel, das eine virtuelle, gewalttätige Welt bietet, in der sich die einzelnen Spieler und Teams gegenseitig bekämpfen und das ab einem gewissen Level den Spieler das Leben kosten kann. Ash, eine Profi-Spielerin, versucht ein geheimnisvolles, schwer zu erreichendes Level, genannt Special A, zu finden.

## Handlung
In einer nicht weit entfernten, tristen Zukunft lebt Ash. Ash ist eine der wenigen Frauen, die als Solo-Spielerinnen an Avalon teilnehmen. Avalon ist ein illegales, gefährliches Computerspiel. Ash jedoch verdient damit nicht nur ihren Lebensunterhalt, Avalon ist ihr Lebensinhalt geworden. Mit der Straßenbahn pendelt sie zwischen ihrer Wohnung und der Spielhalle hin und her.
Um an Avalon teilnehmen zu können, begeben sich die einzelnen Spieler in einen Raum, wo sie einen Helm und eine Liege vorfinden. Auf einem an der Wand hängenden Terminal erscheint der Game Master, der den Spielern letzte Anweisungen gibt, bzw. dem die Spieler sagen können, in welcher Szenerie sie in das Spiel einsteigen wollen. Sobald ein Spieler sich hingelegt und den Helm aufgesetzt hat, beginnt das Spiel. Durch den Helm wird das Gehirn des Spielers mit dem Computer gekoppelt und er betritt eine virtuelle Welt.
Die Welt von Avalon ist gewalttätig, und es gilt für den Spieler, so viele Gegner wie möglich zu töten und dabei verschiedene Aufgaben zu bewältigen, um ein Level zu beenden. Für die Bewältigung der Aufgaben sowie für das Ausschalten der Gegner erhält der Spieler Punkte, die er sich in Bargeld auszahlen lassen kann.
In Avalon gibt es verschiedene Charakterklassen (im Film werden Diebe, Krieger, Zauberer und Bischöfe genannt). Um zu überleben und weitere Level zu erreichen, schließen sich Spieler zu Teams zusammen.
Früher gehörte Ash ebenfalls einem Team an, dem berühmten Team Wizard, das sich aber aus mysteriösen Gründen auflöste. Das Spiel kann lebensgefährlich werden, es existiert die Möglichkeit, dass das Gehirn eines Spielers praktisch gelöscht wird, und er als Hirntoter vor sich hin vegetiert. Gerüchten zufolge sollen die Geister der getöteten Spieler in einem geheimen Level „weiterleben“.
Ash, die bis jetzt jedes Level und jedes Szenario erfolgreich allein durchgespielt hat, will in dieses Level eindringen, um herauszufinden, ob der Geist Murphys, der einst der Anführer ihres Teams war und jetzt in einem Krankenhaus als Hirntoter vegetiert, sich tatsächlich in diesem Level befindet. Stunner, ein anderes ehemaliges Mitglied ihres Teams, verschafft ihr Informationen darüber, wie sie in dieses Level, genannt Special A, eindringen kann. Nur der Geist in Gestalt eines kleinen Mädchens kann sie dort hineinbringen. Der Geist ist jedoch nur mit Hilfe eines Bischofs zu finden. Aus unerfindlichen Gründen wird sie kurz darauf von einem Bischof in ihrer Wohnung aufgesucht, der mit ihr ein Treffen in Avalon vereinbart. Zusammen mit dem Bischof, der ein Team aus Kriegern und Dieben zusammengestellt hat, kämpft sich Ash durch das Level und erreicht schließlich den Geist. Als Ash den Geist erschießen will, erfährt sie, dass sie nun ein neues Level erreicht hat, Level Real.

### Level Real
Ash findet sich in ihrer Kabine wieder. Als sie den Helm absetzt, erfährt sie vom Bischof, dass sie nur eine Waffe mit einem einzigen Magazin hat, und dass sie aus diesem Level nur zurückkehren kann, wenn sie die Geister der hirntoten Spieler – die Verschollenen – umbringt. Ash verlässt die Spielhalle und findet sich in einer Welt wieder, die realer erscheint, als jene in der sich ihr Körper befindet, weil sie voller leuchtender Farben ist und sich viele unterschiedliche Menschen darin ganz entspannt bewegen. Nachdem sie eine Weile verwundert durch die Stadt gelaufen ist, entdeckt sie eine Litfaßsäule mit Plakaten, die auf das Konzert hinweisen. Während sie diese studiert, fährt ein PKW an ihr vorbei aus dem ihr verschwundener Beagle sie anschaut, den sie aber nicht bemerkt. Um zum Konzert zu gelangen, nimmt sie die U-Bahn. Im Gegensatz zu der Straßenbahn in ihrer körperlichen Welt, in der jedes Mal die gleichen ca. 7 Erwachsenen unbeweglich auf den gleichen Positionen stehen bzw. sitzen, ist diese Bahn angefüllt mit ganz anderen Menschen, auch Kindern, die in ihrer Welt nicht vorkommen. Sie läuft weiter unsicher, vorsichtig wie im Kriegsgebiet und zielstrebig durch die Stadt, bis zum Konzertsaal. Dort trifft sie Murphy in der Menge der Konzertbesucher.
Nachdem die Besucher in das Konzert gegangen sind, bricht zwischen ihr und Murphy, die beide nach draußen gingen, ein Streitgespräch aus über ihre gemeinsame Vergangenheit als Mitglieder des unschlagbaren Team Wizard und dessen Auflösung. Er erklärt ihr, dass er diese Welt für die wahre Realität hält. Ash sieht das anders. Murphy gibt Ash den Hinweis, dass, wenn einer von ihnen bei dem Duell, das unausweichlich folgen muss, stirbt und sein Körper sich nicht, wie sonst üblich in Avalon, auflöst, dies die wirkliche Welt sein muss. 
Im Duell erschießt Ash Murphy, der tödlich getroffen zu Boden sinkt. Ash kniet neben Murphys Leiche, die sich nach kurzer Zeit in Nichts auflöst.
Sie hat nun die Gewissheit, dass dies nicht die Realität ist und geht zurück in den Konzertsaal. Dort steht der Geist von Avalon auf der Bühne und schaut Ash ausdruckslos an. Als sie ihre Waffe auf ihn richtet, lächelt der Geist Ash herausfordernd an, der Bildschirm wird schwarz und der Schriftzug Welcome to Avalon erscheint.

## Charaktere
- Ash (Małgorzata Foremniak) schlägt sich als Solo-Kriegerin in Avalon durchs Leben. Ihr Spiel bringt Geld und Prestige. Sie verbringt ihre Freizeit ausschließlich mit ihrem Hund, dem sie liebevoll echtes Fleisch und echtes Gemüse zubereitet, während sie sich nur von Wodka und Zigaretten ernährt. Neugierig gemacht begibt sich Ash auf die Jagd nach dem Anführer ihres ehemaligen Teams Wizard, um der Auflösung der Gruppe auf die Spur zukommen. Es scheint, als würde sie sich selbst die Schuld geben, als sie verbreitet, dass sie den Reset ausgelöst hätte, der zur Löschung des Teams führte. Um ihr Ziel zu erreichen, wagt sie es, sich einem neuen Team anzuvertrauen.

- Stunner (Bartlomiej Swiderski) war der Dieb von Wizard. Er stellt sich selbst als Späher und eine Art Lotse vor. So verkauft er Informationen und ermutigt oder fordert Ash immer zur rechten Zeit heraus und spornt sie zum Handeln an. Stunner möchte selbst in das geheime Level Special A, schafft es aber selbstständig nicht und möchte wieder einem starken Team angehören. Er attackiert den Geist und zwingt ihn so, sich zurückzuziehen und sich nur innerhalb einer Mauer zu bewegen. Als Ash auf den Angriff aufmerksam wird, findet Stunner den virtuellen Tod und vertraut Ash kurz vor seiner Auflösung an, dass er verantwortlich für den Reset und somit für die Zerstörung von Wizard ist.

- Erzbischof (Dariusz Biskupski) ist Anführer des neuen Teams. Er ist notwendig, laut Stunner, damit sich der Geist überhaupt zeigt. Ash stellt die Vermutung auf, dass er auf der Seite des Spiels steht und kein regulärer Spieler ist. Da außerdem der Game Master auch ein Bischof ist und es nicht klar ist, ob er an einem eigenen Terminal sitzt oder Teil des Systems ist, liegt die Annahme nahe, dass der Erzbischof zwischen den Welten verkehrt, also Teil beider Realitäten ist. Er kennt und führt zum Weg, der zwischen den Welten liegt. Die Anspielung auf die Nachkommen der Apostel sowie die eigenartige Überschneidung des Spiels und Ashs Wohnung, bei ihrer ersten Begegnung, bekräftigen dies.

- Murphy (Jerzy Gudejko) ist der ehemalige Anführer von Wizard. Er begreift die Ebene Real als seine Realität, während sein Körper in Ashs Welt im Koma liegt. Im Zuge des Streitgesprächs mit Ash wird deutlich, dass er die Löschung von Wizard provoziert hat, um ungehindert den Geist zu suchen, um sich im Spiel zu verlieren. Denn dass die Ebene Real Teil des Spiels ist, zeigt sich in Murphys Wunsch nach echten Schmerzen in einem echten Körper. Aus dieser Sehnsucht heraus lässt er sich von Ash erschießen.

## Hintergrund
Der Titel des Films leitet sich vom Namen der Insel Avalon aus der Artussage ab. Es werden zahlreiche Bezüge zur Artussage hergestellt. So sollen es Neun Schwestern gewesen sein, die das Spiel Avalon programmierten, in Anlehnung an die neun Feenköniginnen, die über die mythische Insel herrschen und den sterbenden Artus dorthin bringen. Ash versucht im Film, dem Game Master Informationen dazu zu entlocken und beschafft sich Bücher über die Artussage, die ihr aber letztlich nicht weiterhelfen.

## Rezeption
Der Film kam am 20. Januar 2001 in die japanischen Kinos und wurde in den folgenden Monaten auf zahlreichen Filmfestivals gezeigt. Es folgten Kinostarts in einigen europäischen Ländern, darunter am 12. April 2002 in Polen, wo er 13.005 mal gesehen wurde. In der deutschsprachigen Schweiz startete er am 18. April 2002 und hatte dort eine Besucheranzahl von 7.309.
Auf dem Sitges – Catalonian International Film Festival 2001 wurde Grzegorz Kedzierski in der Kategorie Beste Kamera ausgezeichnet. Der Film selbst war zudem als Bester Film nominiert, musste sich aber dem französischen Fantasy-Horrorfilm Vidocq unter der Regie von Pitof geschlagen geben. Auf dem südafrikanischen Durban International Film Festival gewann Avalon – Spiel um dein Leben für die Beste Kamera, auf dem London Sci-Fi Film Festival als Bester Film. Die Filmzeitschrift VideoWoche schrieb über den Film: „Ballerspiel goes Arthouse, ein Pflichtfilm für die gutsortierte Action- und SF-Sammlung mit Kultpotential.“